# Lord & Burnham
Pour les articles homonymes, voir Lord et Burnham.
Lord & Burnham est une entreprise de fabrication de serres, qui a réalisé de nombreux jardins d'hiver aux États-Unis.
L'entreprise a été créée en 1849 après que Frederick A. Lord, charpentier de formation décida de construire des serres en bois et en verre dans la région de Buffalo. En 1856, Lord en fit son unique profession, après que son entreprise eut déménagé à Syracuse puis à Irvington afin de se rapprocher des très nombreux clients potentiels du bassin de l'Hudson River. En 1872, Lord fut rejoint par son gendre William Addison Burnham.
Parmi leurs nombreuses réalisations, Lord & Burnham ont réalisé des serres pour le Jardin botanique de New York.